# Aleksej Efimovič Učitel'
Aleksej Efimovič Učitel' (in russo Алексей Ефимович Учитель?; Leningrado, 31 agosto 1951) è un regista russo.

## Filmografia

### Regista
- Manija Žizeli (1995)
- Dnevnik ego ženy (2000)
- Progulka (2003)
- Kosmos kak predchuvstvie (2005)
- Plennyy (2008)
- Kray (2010)
- Vosmerka (2013)